# Florida Keys

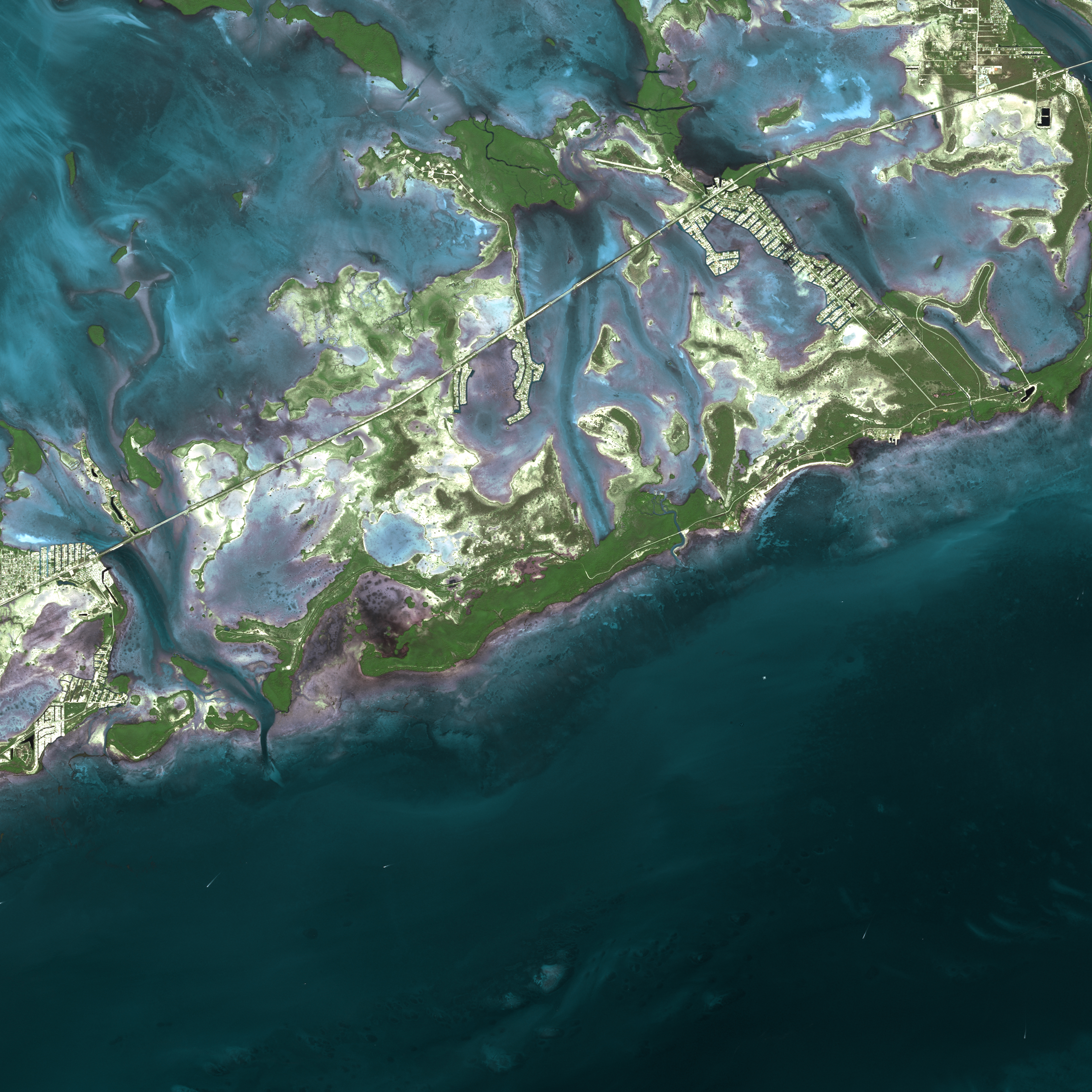
Pohled na oblast mezi ostrovy Big Coppitt Key a Sugarloaf Key ze satelitu SPOT.

Florida Keys je souostroví s přibližně 1700[zdroj?] ostrovy ležící na jižním okraji amerického státu Florida. Začíná na jihovýchodním cípu floridského poloostrova, asi 24 km jižně od Miami, a táhne se v jemném oblouku jiho-jihozápadně a poté západně k ostrovu Key West, nejzápadnějšímu z obydlených ostrovů a k neobydlenému Dry Tortugas. Ostrovy leží podél floridského průlivu, dělící Atlantský oceán na východě od Mexického zálivu na západě, a vymezuje jeden z okrajů floridského zálivu. Jižní cíp ostrova Key West je vzdálen od Kuby pouhých 151 km. Florida Keys se nacházejí přibližně mezi 23,5 a 25,5° severní šířky, v subtropech. Podnebí ostrovů je však, podle Köppenovy klasifikace podnebí, definováno jako tropické. Více než 95 % rozlohy leží v Monroe County, malá část však na severovýchodě zasahuje do Miami-Dade County, především do města Islandia na Floridě. Celková rozloha je 356 km². Dle sčítání obyvatelstva z roku 2000 byl počet lidí 79 535, s průměrnou hustotou 223,66 obyvatele/km²). Velká část obyvatelstva je však soustředěna do několika málo oblastí s mnohem vyšší hustotou, jako je například město Key West, s 32% veškeré populace.
Město Key West je sídlem okresu Monroe County, který leží z části na pevnině, z mnohem větší části však v národním parku Everglades. Dále k ní náleží ostrovy od Key Largo po Dry Tortugas.

## Historie

### Rané dějiny
Ostrovy byly původně osídleny národy Calusa a Tequesta a později objeveny a zmapovány Juanem Ponce de León. "Key" je odvozeno od španělského Cayo, což znamená malý ostrov. Po mnoho let bylo Key West největší město Floridy, a vzkvétalo díky obchodu s cennostmi z vraků lodí. Odlehlá poloha ostrova měla pozitivní vliv na obchod s Kubou, Bahamami a nacházela se na hlavní obchodní trase do New Orleans. Vylepšená lodní navigace vedla k menšímu počtu ztroskotaných lodí a to na konci 19. století zapříčinilo pokles obchodu. Legendy praví, že z pobřežních vod byly odstraněny signalizační bóje, aby nic netušící lodě ztroskotaly.

### Zámořská železnice
Ostrovy byly dlouhou dobu přístupné pouze po vodě. To se změnilo po dokončení zámořské železnice Henryho Flaglera na počátku 20. století. Flagler, hlavní vývojář na floridském pobřeží Atlantského oceánu, prodloužil svojí železnici až na Key West pomocí série mostních podpěr.